# Aleksandr Žigulin
Aleksandr Andreevič Žigulin (in russo Александр Андреевич Жигулин?; Karaganda, 26 aprile 1994) è un cestista kazako.

## Carriera
Con il Kazakistan ha disputato tre edizioni dei Campionati asiatici (2013, 2015, 2017).